# Bupleurum dielsianum
Bupleurum dielsianum là một loài thực vật có hoa trong họ Hoa tán. Loài này được H.Wolff mô tả khoa học đầu tiên năm 1910.